# Código de máquina

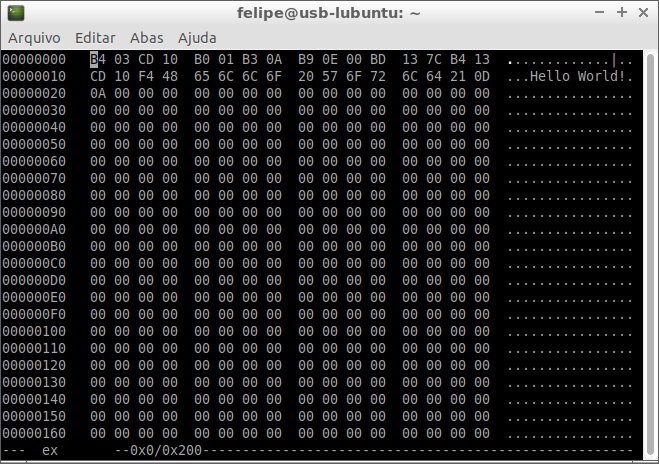
Bootloader em código de máquina que exibe o texto "Hello World!" na cor verde.

Um programa em código de máquina consiste de uma sequência de bytes que correspondem a instruções a serem executadas pelo processador.
As instruções do processador, chamadas de opcodes, são representadas por valores em hexadecimal.

## Programação em código de máquina
Para se programar em código de máquina, deve-se obter os códigos de instruções do processador utilizado contendo opcodes, operandos e formatos de cada instrução.
Por esse motivo foi criada uma linguagem de programação chamada Assembly, composta de códigos mnemônicos que expressam as mesmas instruções do processador, embora escritos em acrônimos da língua inglesa, tais como mov ou rep, em vez de opcodes.

## Formato da instrução

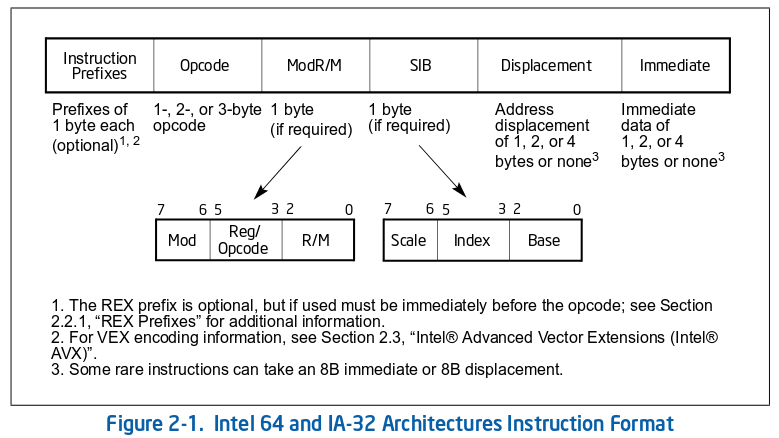
Figura 2.1 do Intel® 64 and IA-32 Architectures Developer's Manual: Vol. 2A

Uma instrução em código de máquina consiste em uma sequência de bytes, onde cada byte significa algo para o processador.
Instruções da arquitetura IA-32 são consistidas por:
- Prefixos opcionais. Onde pode-se usar nenhum prefixo ou um de cada um dos quatro grupos existentes.
- Bytes primários do opcode. Onde o opcode pode ter um, dois ou três bytes de tamanho.
- Se requerido, também pode ter o byte ModR/M. Esse byte consiste em três campos de informações:
  - O campo mod que combinado com o campo R/M pode formar 32 valores diferentes: Oito registradores e 24 modos de endereçamento.
  - O campo reg/opcode especifica o número do registrador ou mais três bits de informação do opcode. O propósito desse campo é especificado no opcode primário.
  - O campo R/M, que pode ser usado para um registrador como operando ou pode ser combinado com o campo mod para especificar um modo de endereçamento.
- Se requerido, pode ter também o byte SIB que serve para especificar três informações sobre endereçamentos de memória. Onde essas informações ficam nos seguintes campos:
  - O campo scale serve para especificar uma escala de endereçamento.
  - O campo index especifica o número do registrador utilizado como índice de acesso ao endereço.
  - E o campo base especifica o número do registrador utilizado como endereço base.

Essas informações escritas em Assembly seguindo a sintaxe da Intel, ficam no seguinte formato:
```
mov
 
dword
 
[
ebp
 
+
 
ebx
*
4
],
 
eax

```

Onde ebx é o registrador index, ebp é o registrador base e 4 a escala. Onde escala pode ser os valores 1, 2, 4 ou 8.
- Algumas formas de endereçamento precisam de um deslocamento imediato que fica logo após o byte ModR/M, ou o byte SIB se estiver presente. Caso um deslocamento imediato seja necessário, este pode ter um tamanho de um, dois ou quatro bytes.
- Se uma instrução especifica um operando imediato, o operando fica após todos os bytes de deslocamento. E pode ter o tamanho de um, dois ou quatro bytes.

## Prefixos
Os prefixos são bytes inseridos logo antes de um opcode, que serve para alterar a forma com que uma instrução é executada.
Os prefixos são opcionais e indiferente da ordem, isto é, não faz diferença em que ordem eles são colocados.
Além disso, só pode ser utilizado em uma instrução apenas um prefixo de cada grupo. Não sendo possível incluir dois ou mais prefixos pertencentes do mesmo grupo.
- Grupo 1
  - Prefixos de bloqueio e repetição
    - F0h - Prefixo LOCK, utilizado para garantir o uso exclusivo da memória compartilhada.[3]
    - F2h - Prefixo REPNE/REPNZ.
    - F3h - Prefixo REP ou REPE/REPZ.
- Grupo 2
  - Prefixos de sobreposição de segmentos
    - 2Eh - Segmento CS.
    - 36h - Segmento SS.
    - 3Eh - Segmento DS.
    - 26h - Segmento ES.
    - 64h - Segmento FS.
    - 65h - Segmento GS.

  - Prefixos Branch Hints - Usados em instruções de pulo condicional para se aproveitar da tecnologia Branch prediction.
    - 2Eh - Caminho pouco provável. (usado somente em instruções de pulo condicional)
    - 3Eh - Caminho provável. (usado somente em instruções de pulo condicional)
- Grupo 3
  - 66h - Prefixo para sobreposição do tamanho do operando.
- Grupo 4
  - 67h - Prefixo para sobreposição do tamanho do endereço.

## Visualização de programas em linguagem de máquina
Um programa em código de máquina é um arquivo binário. Como tal, não pode ser visualizado em um editor de texto.
Pode-se editar o código de máquina usando editores hexadecimais, que irão exibir o código de máquina como uma sequência de bytes em hexadecimal.

### Exemplo de programa "Olá Mundo" para MS-DOS
```
B4 03 CD 10 B0 01 B3 0A B9 0B 00 BD 13 01 B4 13
CD 10 C3 4F 69 20 6D 75 6E 64 6F 21 0D 0A

```

 .